# 罗昌珍
罗昌珍（中国朝鲜语：／），朝鲜族，中华人民共和国官员，罗永浩之父。曾任和龙县委书记，延边州副州长，副书记。1989年，补选为延边州第七届政协副主席，1993年，连任副主席。 在罗永浩在中关村上班期间，已经官至厅级。